# کریس مفام
کریس مفام (انگلیسی: Chris Mepham؛ زادهٔ ۵ نوامبر ۱۹۹۷) بازیکن فوتبال اهل ولز است.
وی همچنین در تیم‌های ملی فوتبال زیر ۲۱ سال ولز، و ولز بازی کرده‌است.